# ای شاه‌تخته
ای شاه‌تخته یک ستاره است که در صورت فلکی شاه‌تخته قرار دارد.